# Port Mathurin
Port Mathurin – największa miejscowość i port na należącej do Mauritiusa wyspie Rodrigues. Od 2001 roku pełni funkcję stolicy Rodrigues jako autonomicznego terytorium zależnego.
W 2006 roku mieszkało tu ok. 6000 osób. Główną ulicą miasta jest Rue de la Solidarité.